# La primera comunión (Picasso)
La Primera Comunión es una de las obras más tempranas del pintor cubista malagueño Pablo Picasso, realizada cuando tenía apenas 15 años de edad. Fue pintada en 1896, utilizando la técnica de óleo sobre lienzo y tiene un tamaño de 166 cm de alto por 118 cm de ancho. Actualmente se encuentra en el Museo Picasso de Barcelona.

## Descripción
En este cuadro del pintor cubista malagueño se muestra a una niña vestida de blanco, arrodillada ante el altar, tomando la primera comunión. Picasso destaca esta figura al contrastar los colores rojos y oscuros del fondo con la claridad del vestido de la joven. Se trata del primer cuadro del pintor en ser exhibido de manera pública.

## Contexto
Durante su infancia, Picasso era un joven prodigioso, con un gran talento para la pintura. Esto permitió que superara a sus compañeros y se enrolara en la Escuela de Bellas Artes de Barcelona, aunque no logró graduarse puesto que nunca asistía. Se trata de una de las primeras demostraciones del gran talento del joven pintor, junto con otra de sus obras maestras de esta época: Ciencia y caridad. Unos años después, cuando se mudó a París, Picasso se alejó de su estilo realista para experimentar con los estilos artísticos más experimentales que predominaban en Francia. Esto dio paso al posterior Período azul de Picasso y, finalmente, al cubismo que caracteriza a su obra.